# تورنا، لهستان
تورنا، لهستان (به لاتین: Turna, Poland) یک منطقهٔ مسکونی در لهستان است که در Gmina Korytnica واقع شده‌است.

## خصوصیات
تورنا ۵۵۰ نفر جمعیت دارد.